# Denys Kułakow
Denys Jermyłowycz Kułakow, ukr. Денис Єрмилович Кулаков (ur. 1 maja 1986 w Iziumie, Ukraińska SRR) – ukraiński piłkarz, grający na pozycji pomocnika, reprezentant Ukrainy.

## Kariera piłkarska

### Kariera klubowa
Wychowanek Szkoły Piłkarskiej w Charkowie. Występował w juniorskich mistrzostwach Ukrainy (DJuFL) w klubach UFK Charków (2000–2002) i Szachtar Donieck (2002–2003). W 2003 rozpoczął karierę piłkarską w drugiej drużynie Szachtara Donieck. 19 czerwca 2004 debiutował w zespole Szachtara w meczu z Metałurhem Zaporoże, wygranym 5:0, w którym strzelił jednego gola.
Na początku 2006 został wypożyczony najpierw do Illicziwca Mariupol, a potem do Worskły Połtawa. Latem 2008 Worskła wykupiła piłkarza od Szachtara. Latem 2011 przeszedł do Dnipra Dniepropetrowsk. W czerwcu 2014 po wygaśnięciu kontraktu opuścił Dnipro, a już 22 czerwca 2014 podpisał nowy kontrakt z Metalistem Charków. 20 lipca 2015 przeszedł do Urału Jekaterynburg.

### Kariera reprezentacyjna
4 września 2010 debiutował w reprezentacji Ukrainy w zremisowanym 1:1 meczu towarzyskim z Polską. Wcześniej występował w juniorskich oraz młodzieżowej reprezentacji Ukrainy.

## Sukcesy

### Sukcesy klubowe
- mistrz Ukrainy: 2004/05, 2005/06
- zdobywca Pucharu Ukrainy: 2009

### Sukcesy indywidualne
- wybrany do listy najlepszych piłkarzy roku na Ukrainie: 2008 (nr 3), 2009 (nr 1)